# Cy-Rim rev.
Cy-Rim rev.（サイリウムレボリューション）は、日本の音楽ユニットである。

## 概要
ユニット名は、サイリウムのように音楽が光り輝く良いサウンドを紡いでいきたいという思いで名付けられた。
2005年、ボーカルmiru、ギターMASAによりユニット結成。2007年7月、Animelo Summer Live 2007 -Generation-A-でデビューする。2009年9月、見習いボーカルとしてSuZ（上原すず）が加入。
2010年6月18日、公式ブログにて活動休止が発表された。当面の間、メンバーのMASAとSuZはCy-Rim Projectを主体として活動する予定である。
Cy-Rim rev.の活動休止から1週間後、2010年6月25日に発売されたPCゲーム『Angel Ring 〜エンジェルリング〜』の主題歌をCy-Rim Projectが担当している。CDリリースはPB2 Recordsで、MASAの新プロジェクトと紹介されている。

## 作品

### シングル
1. 恋のDice☆教えて（2007年7月27日）
2. 恋のロイヤル☆ストレートフラッシュ（2008年2月14日）
3. Fly High!（2009年1月30日）
  1. Rumbling DICE of love. -Cy-Core Ver.-
  2. Fly High!（『空を飛ぶ、7つ目の魔法。』主題歌）
  3. Cy-Rim rev. -two-
  4. Snowy Lovely Short Ver.

### アルバム
1. Cy-Rim rev.I（2008年5月30日）

### ボーカルアルバム参加
- 『Princess Party Vocal Album』（2009年5月5日）
  - Fly High!Fly Way!（PCゲーム『Princess Party 〜プリンセスパーティー〜』ED）
- 『マジスキボーカルアルバム』（2009年5月29日）
  - Brave Heart（PCゲーム『マジスキ 〜Marginal Skip〜』挿入歌）
- 『空を飛ぶ、7つ目の魔法。ボーカルアルバム』（2009年10月28日）
  - Fly High!（PCゲーム『空を飛ぶ、7つ目の魔法。』主題歌）
- 『PetaBits Winter Selection VOL.1』（2007年12月12日）
  - 恋のキラキラ★クリスマス
- 『graviton Winter Selection Vol.2』（2009年1月30日）
  - Snowy Lovely

### ボーカル曲
- Happy Summer（PCゲーム『はぴ☆さま! 〜宮乃森村へようこそ!〜』主題歌）